# Ward (Nowy Jork)
Ward – miasto w Stanach Zjednoczonych, w stanie Nowy Jork, w hrabstwie Allegany.